# Универсальный бой
Универсальный бой (ранее — Русский бой) — комплексный вид спорта, включающий в себя преодоление полосы препятствий, метание ножей, стрельбу и рукопашный бой.

## История

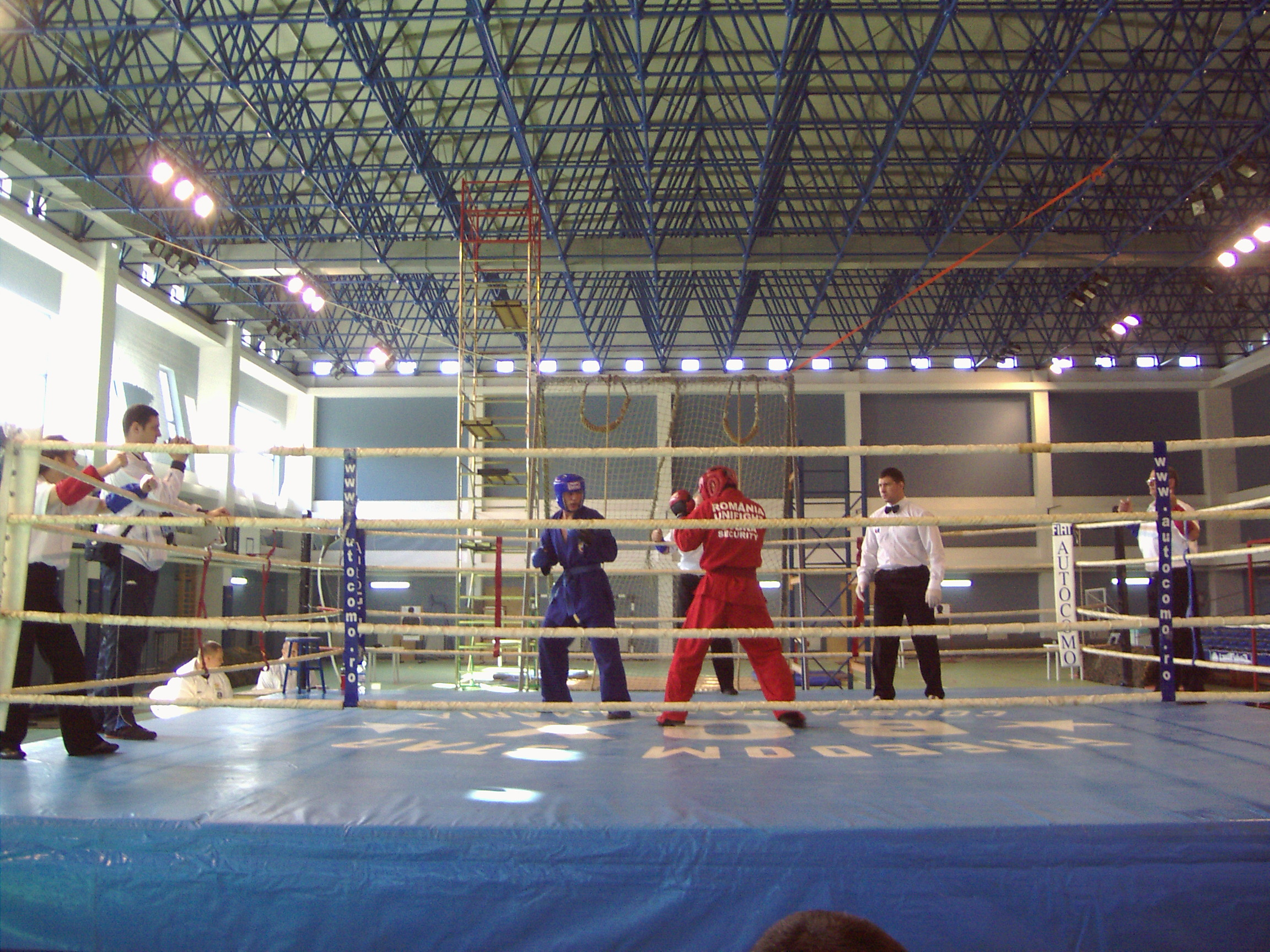
Один из этапов соревнований — рукопашный бой

Был создан в 1996 году. Первоначально назывался «Русским боем». У истоков этого вида спорта стоял олимпийский чемпион по дзюдо, кандидат педагогических наук С. П. Новиков. Концепцию и правила нового вида спорта подготовил полковник ФСБ Валерий Иванович Харитонов. Поддержку новому виду спорта оказал командующий ВВ МВД РФ А. А. Шкирко.
В 1997 году российское телевидение начало пропагандировать этот вид спорта в программе «Русский бой». Соревнования вызвали большой интерес в РФ и за её пределами. Особо заинтересовались этим видом спорта представители силовых структур и спецподразделений.
На международной арене этот вид спорта получил название «Универсальный бой». В 2000 году в Виннице состоялся учредительный конгресс Международной любительской федерации «Универсальный бой» (ФИАУ). Федерация была зарегистрирована 12 декабря того же года в Париже. Президентом федерации был избран Сергей Новиков.
Впоследствии была создана Международная любительская федерация «Зимний Унифайт» (FIAWU), президентом которой также является Сергей Новиков.
Национальные федерации универсального боя созданы в целом ряде стран СНГ, бывшей Югославии, Чехии, Румынии, Болгарии, Франции и других. Членами Международной любительской федерации являются 32 страны, проведено 13 чемпионатов мира.
В 2000 году в Оренбурге был проведён первый чемпионат мира среди мужчин. В 2007 году в Баку был проведён первый чемпионат мира по универсальному бою среди женщин.

## Правила соревнований
Первый этап представляет собой прохождение полосы препятствий. Она может состоять из 7—10 этапов в зависимости от возраста участников и ранга соревнований. В неё могут входить лабиринты, бумы, заборы, сетки, лестницы, барьеры и другие препятствия.
После прохождения полосы участники стреляют в цель из пневматического пистолета или пейнтбольного ружья. Затем следует метание в цель ножей. Участники моложе 13 лет вместо стрельбы и метания ножей мечут в цель теннисные мячи. Спортсмен, первым преодолевший полосу препятствий, получает 1 очко.
Через одну минуту после первого этапа следует второй, включающий в себя поединок на ринге (или татами). В ходе поединка разрешаются удары, броски, удушения и болевые приёмы. Для участников до 13 лет ударная техника запрещена. Число раундов и их продолжительность зависят от возраста и квалификации участников, этапа соревнований и их ранга. За каждый выигранный раунд спортсмен получает 1 очко. В случае чистой победы встреча заканчивается досрочно. Победа в двоеборье присуждается бойцу, одержавшему досрочную победу на полосе препятствий или в поединке. В противном случае победителем становится спортсмен, набравший в сумме двух видов двоеборья большее число очков. Форма одежды накладки под цвет угла или белые, верифицированное кимоно с эмблемой универсального боя, перчатки 10 унций (определяется по возрасту спортсмена), шлем открытый под цвет угла, капа, борцовки.

### Чемпионаты Европы
- 2004 — Москва, 16 стран;
- 2008 — Дробета-Турну-Северин, Румыния, 15 стран;
- 2009 — Мангалия, Румыния, 15 стран;
- 2010 — Решица, Румыния, 12 стран;
- 2015 — Медынь, Россия (10—17 июля);
- 2016 — Черноморск, Украина (24—28 августа);
- 2017 — Коблево, Украина (27 августа — 01 сентября).

### Чемпионаты мира
- 2000 — Оренбург, 16 стран;
- 2001 — Самара, 20 стран;
- 2002 — Санкт-Петербург, 21 страна;
- 2003 — Киев, Украина, 25 стран;
- 2004 — Подгорица, Сербия и Черногория, 31 страна;
- 2005 — Санкт-Петербург, 34 страны;
- 2006 — Калининград, 36 стран;
- 2007 — Ташкент, Узбекистан, 32 страны;
- 2008 — Калининград, 36 стран;
- 2009 — Прага, Чехия, 40 стран;
- 2011 — Москва, 35 стран;
- 2012 — Медынь, 30 стран;
- 2015 — Медынь (16—23 ноября);
- 2016 — Медынь (14—21 ноября);
- 2017 — Медынь (17—20 ноября);
- 2022 — Ташкент, Узбекистан, 42 страны.